# Melhoramento de plantas

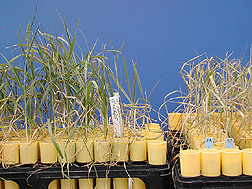
Um cultivar de trigo yecoro (direita) é sensível à salinidade, enquanto plantas resultantes de um cruzamento híbrido com o cultivar W4910 (esquerda) apresentam maior tolerância à alta salinidade

Melhoramento de plantas é a ciência de alterar as características das plantas para produzir os resultados desejados. Isso tem sido usado para melhorar a qualidade da nutrição em produtos para humanos e animais. Os objetivos do melhoramento de plantas são produzir variedades de culturas que possuam características únicas e superiores para várias aplicações agrícolas. As características mais abordadas são aquelas relacionadas à tolerância ao estresse biótico e abiótico, rendimento de grãos ou biomassa, características de qualidade de uso final, como sabor ou concentrações de moléculas biológicas específicas (proteínas, açúcares, lipídios, vitaminas, fibras) e facilidade de processamento. (colheita, moagem, panificação, maltagem, mistura, etc.).
O melhoramento de plantas pode ser realizado através de muitas técnicas diferentes que vão desde a simples seleção de plantas com características desejáveis para propagação, até métodos que fazem uso de conhecimentos de genética e cromossomos, até técnicas moleculares mais complexas (ver cultivar). Os genes em uma planta são o que determinam que tipo de características qualitativas ou quantitativas ela terá. Os melhoristas de plantas se esforçam para criar um resultado específico de plantas e potencialmente novas variedades e, ao fazê-lo, reduzem a diversidade genética dessa variedade a alguns biótipos específicos.
É algo praticado em todo o mundo por jardineiros, agricultores e por criadores profissionais de plantas empregados por organizações como instituições governamentais, universidades, associações industriais específicas de culturas ou centros de pesquisa. As agências internacionais de desenvolvimento acreditam que a criação de novas culturas é importante para garantir a segurança alimentar, desenvolvendo novas variedades de maior rendimento, resistentes a doenças, tolerantes à seca ou adaptadas regionalmente a diferentes ambientes e condições de cultivo.
O melhoramento de plantas começou com a agricultura sedentária e particularmente a domesticação das primeiras plantas agrícolas, uma prática que se estima datar de 9.000 a 11.000 anos atrás. Inicialmente, os primeiros agricultores simplesmente selecionavam plantas alimentícias com características desejáveis particulares e as empregavam como progenitoras para as gerações subsequentes, resultando em um acúmulo de características valiosas ao longo do tempo. A tecnologia de enxerto era praticada na China antes de 2000 a.C. Por volta de 500 a.C., o enxerto estava bem estabelecido e praticado.